# توشمانلو
توشمانلو هي قرية في مقاطعة ميانة، إيران. عدد سكان هذه القرية هو 673 في سنة 2006.